# Litun
Litun (kinesiska: 李屯乡, 李屯) är en socken i Kina. Den ligger i provinsen Shandong, i den östra delen av landet, omkring 53 kilometer väster om provinshuvudstaden Jinan. Antalet invånare är 21 549. Befolkningen består av 10 849 kvinnor och 10 700 män. Barn under 15 år utgör 16,0 %, vuxna 15-64 år 73 %, och äldre över 65 år 10,0 %.
Genomsnittlig årsnederbörd är 800 millimeter. Den regnigaste månaden är juli, med i genomsnitt 287 mm nederbörd, och den torraste är januari, med 5 mm nederbörd.